# Армије Јапанске царске војске
У Јапанској царској војсци, реч гун (軍), у буквалном преводу „армија“, био је употребљаван на другачији начин од осталих земаља. Рецимо израз согун (総軍), који значи „главна армија“, био је термин који се у јапанској царској војсци користио за „групу армија“. Истог значења је био и израз хакен (派遣軍), или „експедициона армија“, само са нешто мањим статусом. Израз хоменгун (方面軍) („армијска област“ или „армијски театар“) је био еквивалент за армију код осталих нација, а израз гун („армија“) је био еквивалент за корпус код осталих армија.

## Групе армија
Током своје историје, Јапанска царска војска је имала седам „главних армија“:
- Кантогун (関東軍), која је позната под именом Квантушка армија, је била највећа армијска група у Јапанској царској војсци. У почетку је то била једна посадна дивизија на Квантунг територији, североисточна Кина, 1908, али је временом са јачањем тежње Јапана расла и бројност, која је до почетка рата на Пацифику, 1941, достигла цифру од 700.000 војника и официра. Квантушка армија остаје на територији североисточне Кине све до 1945, када је разбијена у снажној совјетској офанзиви, августа 1945. године.
- Шангхај-хакегун (上海派遣軍), Шангајска експедициона армија, појављује се на кратко током 1932, и од 1937. до 1938. године.
- Шина-хакегун (支那派遣軍), Кинеска експедициона армија, формирана је у Нанјингу септембра 1939, у циљу укључивања у ратне операције у централној Кини. На крају Другог светског рата у свом саставу имала је једну оклопну и 25 пешадијских дивизија, као и 22 самосталне бригаде, са око 620.000 људи.
- Нанпогун (南方軍), позната и као Нанпо-согун (南方総軍), „Јужна армија“ или „Јужна експедициона армија“, је била задужена за јужну Кина, југоисточну Азију и југозападни Пацифик (укључујући и Соломонска острва).
- Априла 1945, кад су се савезничке снаге приближиле јапанским домаћим острвима, Бојеј-соширебу (防衛総司令部) — „Главна команда одбране“ („Главна одбрамбена команда“ или „Генералштаб отаџбинске одбране“) подељена је у три „главне армије“:
  - Дајичи-согун (第1総軍) — 1. главна армија, са штабом у Токију
  - Дајни-согун (第2総軍) — 2. главна армија, са штабом у Хирошими
  - Коку-согун (航空総軍) — Ваздухопловна главна армија, са штабом у Токију

До августа 1945, ове три војне групације бројале су 2.000.000 људи сврстаних у 55 дивизија и низ других мањих самосталних јединица. Након званичне капитулације Јапана, септембра 1945, ове армије су распуштене, осим 1. главне армије, која је остала да постоји све до новембра 1945. године као 1. штаб за демобилизацију.

## Армијске области
Јапанске армијске области су биле величине једне армије по западној војној терминологији. Постоји велика конфузија у нумеријским бројевима између јапанских армијских области и армија у многим историјским записима, пошто велики број писаца није правио јасну разлику кад су описивали ангажоване јединице.
- Прва армијска област — Манџурија
- Друга армијска област — Манџурија
- Трећа армијска област — Манџурија
- Пета армијска област — Јапан
- Шеста армијска област — Кина
- Седма армијска област — Британска Малаја
- Осма армијска област — Соломонска острва и Нова Гвинеја
- Десета армијска област — Формоза
- Једанаеста армијска област — Јапан
- Дванаеста армијска област — Јапан
- Тринаеста армијска област — Јапан
- Четрнаеста армијска област — Филипини
- Петнаеста армијска област — Јапан
- Шеснаеста армијска област — Јапан
- Седамнаеста армијска област — Кореја
- Осамнаеста армијска област — Тајланд
- Бурманска армијска област — Бурма
- Централно Кинеска армијска област — Кина
- Северно Кинеска армијска област — Кина
- Јужно Кинеска армијска област — Кина

## Армије
У Јапанској армији, „армије“ су биле приближно величине корпуса у осталим армијама, и обично би биле под командом генерал-потпуковника или генерал-пуковника.
- Прва армија — Кина
- Друга армија — Кина
- Трећа армија — Манџурија
- Четврта армија — Манџурија
- Пета армија — Манџурија
- Шеста армија — Манџурија
- Десета армија — Кина
- Једанаеста армија — Кина
- Дванаеста армија — Кина
- Тринаеста армија — Кина
- Четрнаеста армија — Кина
- Петнаеста армија — Бурма
- Шеснаеста армија — Јава
- Седамнаеста армија — Соломонска острва
- Осамнаеста армија — Нова Гвинеја
- Деветнаеста армија —
- Двадесета армија — Кина
- Двадесетпрва армија — Кина
- Двадесетдруга армија — Кина
- Двадесеттрећа армија — Кина
- Двадесетпета армија — Јапан
- Двадесетседма армија —
- Двадесетосма армија — Бурма
- Двадесетдевета армија — Малаја
- Тридесета армија — Манџурија
- Тридесетпрва армија — Трук
- Тридесетдруга армија — Окинава
- Тридесеттрећа армија — Бурма
- Тридесетчетврта армија — Манџурија
- Тридесетпета армија — Филипини
- Тридесетшеста армија — Јапан
- Тридесетседма армија — Борнео
- Тридесетосма армија — Индокина
- Тридесетдевета армија — Тајланд
- Четрдесета армија — Јапан
- Четрдесетпрва армија — Јапан
- Четрдесеттрећа армија — Кина
- Четрдесетчетврта армија — Манџурија
- Педесета армија — Јапан
- Педесетпрва армија — Јапан
- Педесетдруга армија — Јапан
- Педесеттрећа армија — Јапан
- Педесетчетврта армија — Јапан
- Педесетпета армија — Јапан
- Педесетшеста армија — Јапан
- Педесетседма армија — Јапан
- Педесетосма армија — Кореја
- Педесетдевета армија — Јапан
- Кинеска гарнизонска армија — Кина
- Монголска гарнизонска армија — Унутрашња Монголија
- Снаге за специјалне задатке

## Помоћне армије
- Манџукоу Царска армија
- Менгјанг Национална армија
- Индијска Национална армија
- Бурманска Националана армија
- Кемпеитаи